# Youri Tielemans
Youri Tielemans (Sint-Pieters-Leeuw, 1997. május 7. –) belga  válogatott labdarúgó, az Aston Villa játékosa.

## Pályafutása
5 évesen került az Anderlechthez, gyorsan végig járta a korosztályos csapatokat, ahol számos alkalommal bizonyította tehetségét. Sokan Axel Witselhez hasonlítják tehetségét.
2013. július 28-án debütált a KSC Lokeren ellen 3-2-re elvesztett bajnoki mérkőzés 24. percében váltotta Sacha Kljestant. Október 2-án az Olimbiakósz ellen a legfiatalabb belga játékosa lett, aki debütált a bajnokok ligájában, 16 évesen 4 hónaposan és 25 napos korában. A bajnokok ligája történetének harmadik legfiatalabb labdarúgója lett Celestine Babayaro és Alen Halilović után.
2017. május 24-én az AS Monaco bejelentette, hogy öt évre szerződtette Tielemanst.
2019. január 31-én az idény hátralevő részére a Leicester City vette kölcsön. Fél szezon alatt 13 bajnokin három gólt szerzett, első gólját március 9-én lőtte a Premier League-ben a Fulham ellen 3–1-re megnyert mérkőzésen.
2019 nyarán a Leicester City végleg megvásárolta az AS Monaco játékosát, Tielemans négyéves szerződést írt alá. A 2022-2023-as szezon végén a Leicester kiesett a Premier League-ből, Tielemans pedig ingyen távozott az élvonalbeli Aston Villához.

## Statisztika
2017. május 21. szerint.
| Klub             | Szezon           | Bajnokság          | Bajnokság | Bajnokság | Kupa  | Kupa  | Nemzetközi | Nemzetközi | Összesen | Összesen |
| Klub             | Szezon           | Bajnokság          | Mérk.     | Gólok     | Mérk. | Gólok | Mérk.      | Gólok      | Mérk.    | Gólok    |
| ---------------- | ---------------- | ------------------ | --------- | --------- | ----- | ----- | ---------- | ---------- | -------- | -------- |
| Anderlecht       | 2013–14          | Belgian Pro League | 29        | 1         | 2     | 1     | 4          | 0          | 35       | 2        |
| Anderlecht       | 2014–15          | Belgian Pro League | 39        | 6         | 4     | 2     | 8          | 0          | 52       | 8        |
| Anderlecht       | 2015–16          | Belgian Pro League | 34        | 6         | 2     | 1     | 9          | 0          | 45       | 7        |
| Anderlecht       | 2016–17          | Belgian Pro League | 37        | 13        | 1     | 0     | 15         | 5          | 53       | 18       |
| Karrier összesen | Karrier összesen | Karrier összesen   | 139       | 26        | 9     | 4     | 36         | 5          | 185      | 35       |

## Sikerei, díjai

### Klub
- Anderlecht:
  - Belga bajnok (2): 2013–14, 2016–17
  - Belga szuperkupagyőztes (2): 2013, 2014

- Leicester City:
  - Angol kupa (1): 2020–21
  - Angol szuperkupagyőztes (1): 2021

### Egyéni
- Az Év Fiatal Belga játékosa: 2013–14, 2014–15
- Az Év Belga reménysége: 2014
- Ebony Shoe-díj: 2017

## Külső hivatkozások
- Youri Tielemans (angol nyelven). worldfootball.net
- Youri Tielemans (angol nyelven). national-football-teams.com
- Youri Tielemans (angol nyelven). national-football-teams.com
- Youri Tielemans (belga,holland nyelven). rsca.be